# Катлакалнс (Кекавская волость)
Ка́тлакалнс (латыш. Katlakalns) — населённый пункт («крупное село», латыш. lielciems) в центральной части Латвии, расположенный в Кекавской волости Кекавского края. До 1 июля 2009 года входил в состав Рижского района.
Расстояние до Кекавы — 7 км, до центра Риги — 12 км.

## История
Село возникло в результате объединения трёх существующих населённых пунктов — Плявниеккалнса, Гипшустурес и Зиедони, а также вновь застраиваемого района Акменьсала.
Плявниеккалнс изначально задумывался как место индивидуальной застройки вблизи Риги, сгрупированной вокруг административного здания правления бывшей Катлакалнской волости, Гипшустурес был рабочим посёлком Гипсовой фабрики, а Зиедонис являлся дачным посёлком.
На сегодняшний день в посёлке имеются Катлакалнская лютеранская церковь, Плявниеккалнская начальная школа, Катлакалнский дом культуры, магазин, библиотека, детский сад.